# Historia y Vida
Historia y Vida es una publicación española del Grupo Godó especializada en Historia y de carácter mensual creada en 1968. Se trata de la más veterana del sector. Tiene su sede en Barcelona y es editada por Prisma Publicaciones.
Inicialmente se imprimía en un formato similar a la holandesa y posteriormente fue agrandado, sin llegar al tamaño DIN A4.
Abarca las épocas de Historia Antigua, Medieval, Moderna y Contemporánea. En cada una de las ellas suele dedicar un artículo a la Historia de España. Sus secciones fijas son: Noticias (relacionadas con la historia), Perfil (breve repaso a la biografía de un personaje histórico), Anecdotario, En Imágenes (dibujos detallados de edificios, barcos, aviones, etc.), Temas Clave (cuatro páginas dedicadas a un tema de historia contemporánea), Arqueología, Ciencia, Arte, Correo del Lector, Libros, Exposiciones, Foto con Historia.
Sus artículos son de cierta profundidad (entre cuatro y ocho páginas con predominio del texto sobre las imágenes). Además, en cada número se ofrece un dossier (varios artículos sobre el mismo tema).
Obtuvo el premio a la Mejor Revista Especializada otorgado por la Asociación de Revistas de Información en 2003.
En mayo de 2008, para el número de junio (núm 483), se sacó a la venta un n.º especial de 146 páginas para conmemorar el 40 aniversario de la publicación, como hicieron para el 25 aniversario en 1993.